# Carlina pygmaea
Carlina pygmaea là một loài thực vật có hoa trong họ Cúc. Loài này được (Post) Holmboe mô tả khoa học đầu tiên năm 1914.